# Mir Hossein Moussavi
Pour les articles homonymes, voir Moussavi.
Mir Hossein Moussavi (en persan : میرحسین موسوی), né le 2 mars 1942 à Khameneh (Azerbaïdjan oriental), est un homme politique, architecte et peintre iranien, Premier ministre de la République islamique d’Iran de 1981 à 1989.
Candidat à l'élection présidentielle de 2009, soutenu par les principaux partis « réformateurs », il est battu par Mahmoud Ahmadinejad. Le scrutin est contesté par des centaines de milliers de personnes qui manifestent durant plusieurs semaines ; Mir Hossein Moussavi est considéré comme le leader de cette révolte qui a engendré plusieurs dizaines de morts et d'exécutions. Depuis février 2011, il est assigné à résidence par les autorités iraniennes, et n'a jamais été jugé.

## Jeunesse et études

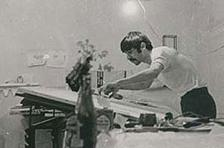
Mir Hossein Moussavi dans sa jeunesse.

Issu du groupe ethnique des Azéris, Mir Hossein Moussavi possède un diplôme d'architecture de l'Université nationale iranienne et peint occasionnellement. Au début de la révolution iranienne, il était éditeur du journal officiel du Parti de la république islamique, Jomhouri-e Eslami (République islamique).

## Carrière politique

### Premier ministre
Ministre des Affaires étrangères, il est ensuite le cinquième et dernier Premier ministre de la République islamique d'Iran d'octobre 1981 à août 1989, sous la présidence d'Ali Khamenei. Durant la campagne présidentielle de 2009, il sera plusieurs fois interpellé sur son rôle présumé dans le massacre des prisons, où 5 000 prisonniers politiques furent exécutés.
En 1989, à la mort du guide spirituel de la révolution islamique, Rouhollah Khomeini, le poste de Premier ministre est supprimé par le nouveau Guide suprême, Ali Khamenei, avec qui Mir Hossein Moussavi entretient des relations tendues (le Premier ministre était partisan d'un rationnement, afin d'aider les couches défavorisées).
Il avait déclaré le 11 septembre 1986 : « Dans vingt ans, c'est sûr, la France sera une république islamique ». Cette citation a été reprise en exergue de la deuxième édition de l'ouvrage de Jean Raspail Le Camp des saints.

### « Traversée du désert »
Président de l'Académie iranienne des Arts à partir de 1999, membre du Conseil de discernement islamique et du Haut Conseil pour la révolution culturelle, Mir Hossein Moussavi se tient en retrait de la vie publique depuis qu'il a quitté son poste de Premier ministre.
Il est néanmoins pressenti pour être candidat à l'élection présidentielle de 2005, mais il décline l'offre de certains partis de l'Alliance des réformateurs le 12 octobre 2004, après une réunion avec Mohammad Khatami et deux autres membres de la Société des clercs militants, Mehdi Karroubi et Mohammad Moussavi Khoeiniha.
Moussavi avait déjà refusé de se présenter à l'élection présidentielle de 1997, ce qui a conduit les réformistes à se tourner vers Mohammad Khatami, qui a été largement élu. La femme de Moussavi, Zahra Rahnavard, a expliqué dans une entrevue qu'il ne s'est pas présenté à ce scrutin car il avait reçu des messages visant à la décourager de la part de membres éminents de l'administration,.

### Élection présidentielle de 2009
Mir Hossein Moussavi, qui a annoncé sa candidature à l'élection présidentielle de juin 2009 contre le président conservateur sortant Mahmoud Ahmadinejad, reçoit, le 16 mars 2009, le soutien de l'ancien président réformiste Mohammad Khatami, qui venait de se retirer. Le même mois, un sondage le donne gagnant face à Ahmadinejad dans l'électorat ouvrier, tandis que d'autres le donnent largement distancé sur l'ensemble des votants.
Finalement, Ahmadinejad remporte l'élection avec 62,63 % des voix contre 33,75 % à Moussavi, qui dénonce aussitôt des « irrégularités visibles et nombreuses », et déclare qu'il ne se pliera pas à « cette mise en scène dangereuse ». Le soir même et dans les jours qui suivent, de violents heurts éclatent entre partisans d'Ahmadinejad et de Moussavi : de nombreux opposants et journalistes sont emprisonnés ou perdent la vie dans ces affrontements ; les locaux de campagne de Mir Hossein Moussavi sont saccagés ; plusieurs sites internet, tels que Facebook ou YouTube, sont bloqués.
Pour poursuivre la contestation de la réélection de Mahmoud Ahmadinejad, Mir Hossein Moussavi lance, le 16 août 2009, le « Chemin vert de l'espoir », mouvement rejoint par Mehdi Karoubi et l'ancien président Mohammad Khatami. Le 22 décembre suivant, il est limogé de son poste de président de l'Académie des Arts qu'il occupait depuis dix ans. À l'occasion de la célébration religieuse de l'Achoura, le 27 décembre 2009, des heurts éclatent entre policiers et manifestants, et conduisent à la mort d'au moins cinq personnes, dont le neveu de Mir Hossein Moussavi.

### Assignation à résidence
Dans le sillage des protestations dans le monde arabe, de nouvelles manifestations contre le régime ont lieu en Iran en février 2011. Les autorités placent alors Mir Hossein Moussavi en résidence surveillée à son domicile, le 14 février 2011.